# Ariston Thermo
Ariston Holding NV er en italiensk-nederlandsk producent af vandvarmere og relaterede produkter, som står bag mærker som Ariston, Chaffoteaux, Elco, Racold, Régent, Atag, NTI, HTP, Cuenod, Ecoflam og Thermowatt.
Aristide Merloni etablerede i 1930 Industrie Merloni i Marche og begyndte at producere vægte. Produktionen af elektriske vandvarmere begyndte i 1960.